# 블라인드 (2011년 영화)
《블라인드》는 대한민국의 안상훈 감독이 연출한 스릴러 영화이다. 김하늘, 유승호, 조희봉, 양영조가 출연하였다.

## 줄거리
촉망받는 경찰대생 민수아는 오늘도 클럽에서 춤이나 추는 날라리 의붓동생 김동현과 대판 실랑이를 벌인다. 도망치는 동생 손목에 기어코 수갑까지 채운 채 연행하디시피 데려가던중 강제로 수갑열쇠를 뺏으려 들었고 수아는 이를 막느라 옥신각신하는 사이 핸들을 잘못 꺾어버리는 바람에 교통사고가 난다. 수아는 운좋게 차에서 튕겨져 나왔지만 눈에선 피가 흐르고 있었고 의식도 희미해지고 있어서 얼마 못 가고 쓰러지고 말았다. 반면, 수갑 때문에 다리 밑으로 기울어지기 직전인 차에 갇힌 동현은 바닥에 떨어져 있던 수갑열쇠를 줍기 위해 무리하게 몸을 기울이다 차가 추락해버리면서 죽고 만다.
3년 후, 경찰대에서도 제적처리된 채 시각장애인으로 살아가던 수아. 학교를 찾아가 제적을 풀어줄 것을 요구했지만 학교로부터 제적사유는 장애가 아닌 무턱대고 수갑부터 사용하는 자질 때문이라며 쓸쓸히 거절당하고 돌아온다. 이후 엄마가 꾸리는 보육원에 갔지만 그곳에서도 동현의 추모콘서트 문제 때문에 싸움만하고 돌아온다. 집으로 가는길, 갑자기 비가 내리기 시작했고 장애인 콜택시회사에 연락했지만 비 때문에 호출이 급증해서 두 시간은 기다려야 한다는 말만 듣는다. 그러다 때마침 멈춰선 일반택시를 타고 가게 된다. 앞을 못 보게 된 수아를 동정하는 기사와 이런저런 이야길 하던 도중 갑자기 차가 덜컹거리는 느낌을 받는다. 심상치 않음을 느낀 수아는 무슨 일이냐고 물었고 기사는 그냥 개를 친 것이니 안심하라고 했지만 다년간의 경찰대 훈련과 시각장애로 인해 남들보다 감각이 몇배는 발달한 수아는 단박에 수상함을 느낀 후 차에서 탈출한다. 이후 경찰에 신고하지만 경찰들은 앞 못 보는 그녀의 말을 들어주지 않았다.
강력형사 조희봉은 뺑소니 사건을 조사하던 도중 운좋게 목격자를 찾게되는데 하필 그 목격자는 수아였다. 처음에는 그 역시 다른 경찰들과 마찬가지로 앞을 못본다는 이유로 못 미더워 했지만 다른 감각으로 자신의 특징을 술술 맞히는 그녀에게 내심 주눅이 들었다. 이후 본 것 말고 들은 것 위주로 가보자며 수아의 말에 흥미를 가졌다. 하지만 예상과는 달리 수사에는 아무런 진척이 없었고 지쳐가던 찰나, 또 다른 목격자가 등장했다. 수아와는 달리 사지육신 멀쩡한 불량청년 기섭. 그는 문제의 차는 택시가 아닌 외제차라고 이야기하지만 아무런 증거가 없자 포상금을 타가려고 거짓말하는 거라고 여긴다. 이에 철저히 기분이 상한 기섭은 자신은 이제부터 상관하지 않을 테니 찾지 말라며 토라진다. 과연, 누구의 말이 진실일까?

## 캐스팅
- 김하늘 - 경찰대 출신 시각장애인 민수아 역 (아역 : 김수진)
- 유승호 - 권기섭 역
- 조희봉 - 조희봉 형사 역
- 양영조 - 최명진 역
- 김미경 - 원장 역
- 박충선 - 반장 역
- 박보검 - 김동현 역 (아역 : 성유빈)
- 달이 - 슬기 역
- 김종권 - 슬기 트레이너 역
- 원풍연 - 형사 1 역
- 최은석 - 형사 2 역
- 오대환 - 형사 3 역
- 전주우 - 형사 4 역
- 김영주 - 형사 역
- 송민지 - 민주 역
- 송영재 - 김씨 역
- 석정만 - 모범기사 역
- 정영기 - 경찰 4 역
- 김사희 - 정연 역 (특별출연)
- 김경익 - 의사 2 역 (특별출연)
- 최필립 - 정보과 형사 역 (특별출연)
- 이한솔 - 세단 운전자 역 (특별출연)
- 조연길 - 흰가운의사 역 (특별출연)
- 라스트 포 원 - 커팅크루 역 (특별출연)
- 박재웅 - 경찰 2 역 (특별출연)
- 유나미 - 장 후배 역 (특별출연)

## 수상
- 2011년 제48회 대종상 영화제 여우주연상 (김하늘) 수상
- 2011년 제48회 대종상 영화제 시나리오상 수상
- 2011년 제32회 청룡영화상 여우주연상 (김하늘) 수상